# Nasreddin i Buchara
Nasreddin i Buchara (russisk: Насреддин в Бухаре) er en sovjetisk film fra 1943 af Jakov Protasanov.

## Medvirkende
- Lev Sverdlin - Nasreddin
- M. Mirzakarimova - Gyuldjan
- Konstantin Mikhajlov
- Emmanuil Geller - Djafar
- Vasilij Zajtjikov - Niyaz